# Фетисов, Михаил Алексеевич
Михаи́л Алексе́евич Фети́сов (15 ноября 1880, ст. Баклановская — 16 сентября 1934, Санс, Франция) — донской казачий военачальник во время Гражданской войны.

## Биография
Станичник генерала Бакланова, внук его адъютанта.
- 1904 — Окончил Новочеркасское казачье училище. Выпущен хорунжим в 4-й Донской казачий полк.
- Август 1914 — Командирован в 53-й Донской казачий полк особого назначения (гвардейский 53-й запасной казачий полк).
- Апрель 1916 — Есаул. Строевой помощник командира 7-го Донского казачьего полка.
- Июнь 1917 — Войсковой старшина.
- Ноябрь 1917 — Избран делегатом от полка на Первый Донской Войсковой круг и на Общеказачий съезд в Петрограде.
- Вернулся в Новочеркасск и демобилизовался.
- Март 1918 — После разгона отряда "красных" казаков Голубова в результате ссоры с Ростовским Ревкомом ушел в ст. Кривянскую, где из восставших казаков, бывших сослуживцев по 7-му Донскому казачьему полку, сформировал отряд.
- 14 апреля 1918 — Во главе отряда взял Новочеркасск.
- 17 апреля 1918 — Выбит из Новочеркасска превосходящими силами красных.
- 28 апреля 1918 — Объединившись с отрядом походного атамана генерал-лейтенанта П. Х. Попова, выбил красных из Новочеркасска.
- Май 1918 — Командующий Южным участком обороны Дона.
- Август 1918 — Полковник.
- Сентябрь 1918 — Командир Донской казачьей дивизии в войсках ВСЮР.
- Март 1920 — Эмигрировал в Турцию.

Жил в Болгарии, Югославии, Чехословакии. Скончался в г.Санс, Франция.
Среднего роста, ладно сложенный, черноглазый и смуглый красавец-брюнет, Михаил Алексеевич Ф. был ярким представителем распространенного среди Казаков туранского типа; благодаря своей наружности, ом получил у своих друзей шутливое прозвище "Ахмет мирза Пей Наливай Бей Выталкивай Выгоняй Бек Ф.". Прекрасный строевик и смелый офицер, он вместе с тем отличался корректной независимостью со старшими начальниками, особым тактом и отеческой справедливостью в отношениях с подчиненными. Воспитанный на преданиях казачьей вольной старины, он, не в пример большинства казачьих начальников, открыто стал в ряды возникшего за границей Вольно - казачьего идеологич. движения, как сторонник народоправства, равенства и братства в казачьем независимом государстве.